# V520 Киля
V520 Киля (V520 Car / w Car / w Carinae) — оранжевый гигант спектрального класса К в созвездии Киля с видимой звёздной величиной +4.58, удалён от Земли на 700 световых лет. Классифицируется как неправильная переменная звезда, хаотически меняет свой блеск в интервале от +4.63 до +4.70.